# Конрад V (Тек)
Конрад V фон Тек (на немски: Konrad V von Teck; Conrad V von Teck; * 5 май 1361; † между 29 октомври 1385 и 10 юли 1386) от страничната линия Тек на рода на Церингите, е херцог на Тек (1361 – 1386).

## Биография
Той е най-големият син на херцог Фридрих III фон Тек († 1390) и съпругата му графиня Анна фон Хелфенщайн († 1392), наследничка на Фалкенщайн, дъщеря на граф Улрих XI фон Хелфенщайн († 1361) и Беатрикс фон Шлюселберг († 1355). Брат е на Георг († 1422), доктор по теология, австрийски приор в Минделхайм, Фридрих IV († 1411), херцог на Тек (1391), Улрих II († 1432), херцог на Тек (1391 – 1432), и Лудвиг VI († 1439), херцог на Тек (1401 – 1411), патриарх на Аквилея.
Конрад V фон Тек е убит в битка между 29 октомври 1385 и 10 юли 1386 г. и е погребан във Ферара.

## Фамилия
Конрад V фон Тек се жени на 14 юни 1377 г. за Верде/Виридис (Берта) д’Есте ди Ферара (* 27 април 1354; † 20 август 1400, погребана в Минделхайм), дъщеря на Алдобрандино III д’Есте († 1361), господар на Модена, викар на Ферара, и Беатриче Да Камино († 1388). Те имат една дъщеря:
- Гута фон Тек, омъжена за граф Йохан II фон Верденберг-Зарганс († 1405/1417)